# Kamienica przy ul. Armii Krajowej 33 w Kłodzku
Kamienica przy ul. Armii Krajowej 33 w Kłodzku – pochodząca z XVIII wieku barokowa kamienica, położona w obrębie starówki.

## Historia
Budynek został wzniesiony w XVIII wieku,  w znacznej części odbudowany z ruiny w 1959 roku. Wówczas wmurowano w fasadę wielką rzeźbę herbową, wczesnorenesansową, znalezioną w podwórzu domu rodziny Wallisów. Na początku lat 70. płaskorzeźba ta została uszkodzona przez przejeżdżający samochód, a następnie przeniesiono ją do lapidarium na dziedzińcu Muzeum Ziemi Kłodzkiej

Decyzją wojewódzkiego konserwatora zabytków z dnia 30 listopada 1984 roku kamienica została wpisana do rejestru zabytków

## Architektura
Kamienicę wybudowano na nieregularnym planie zbliżonym do trójkąta, z powodu ostrego zakrętu ulicy dążącej niegdyś ku warownej bramie Czeskiej. Fasada trójkondygnacyjna, z wyjątkiem skromnego portalu barokowego, całkiem zmodernizowana. W izbie zachodniej parteru zachowały się sklepienia krzyżowe. 

## Galeria

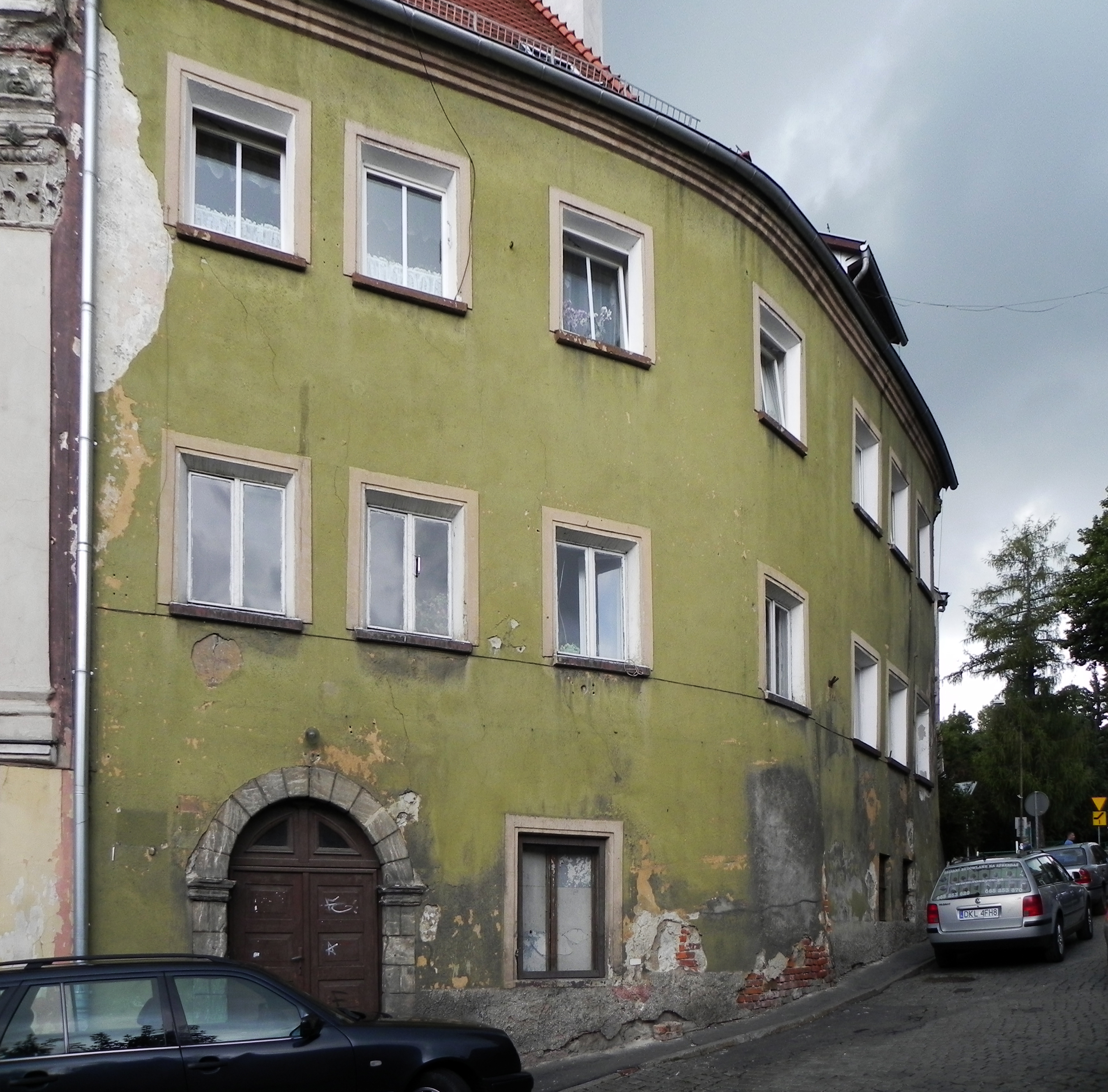
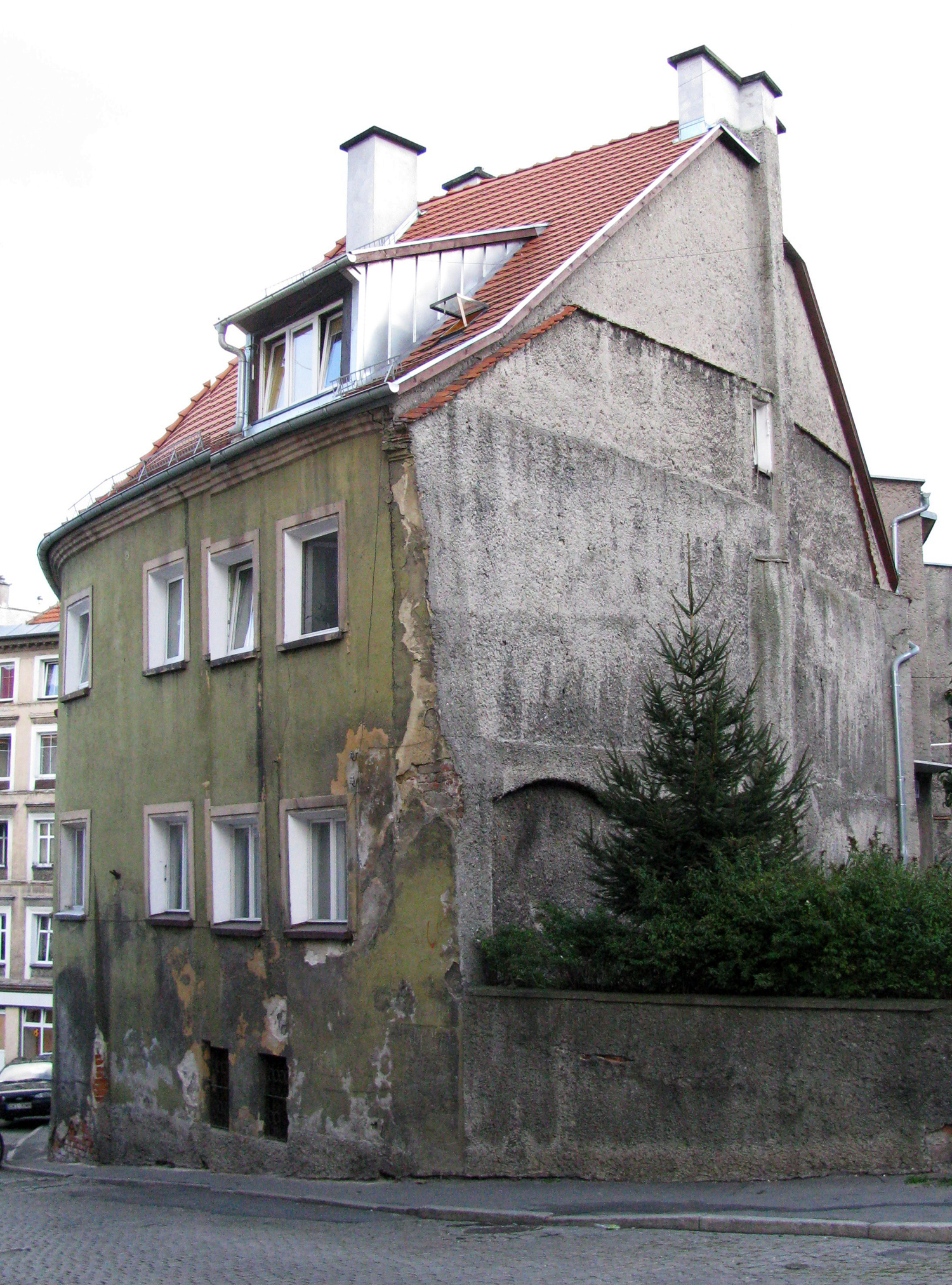
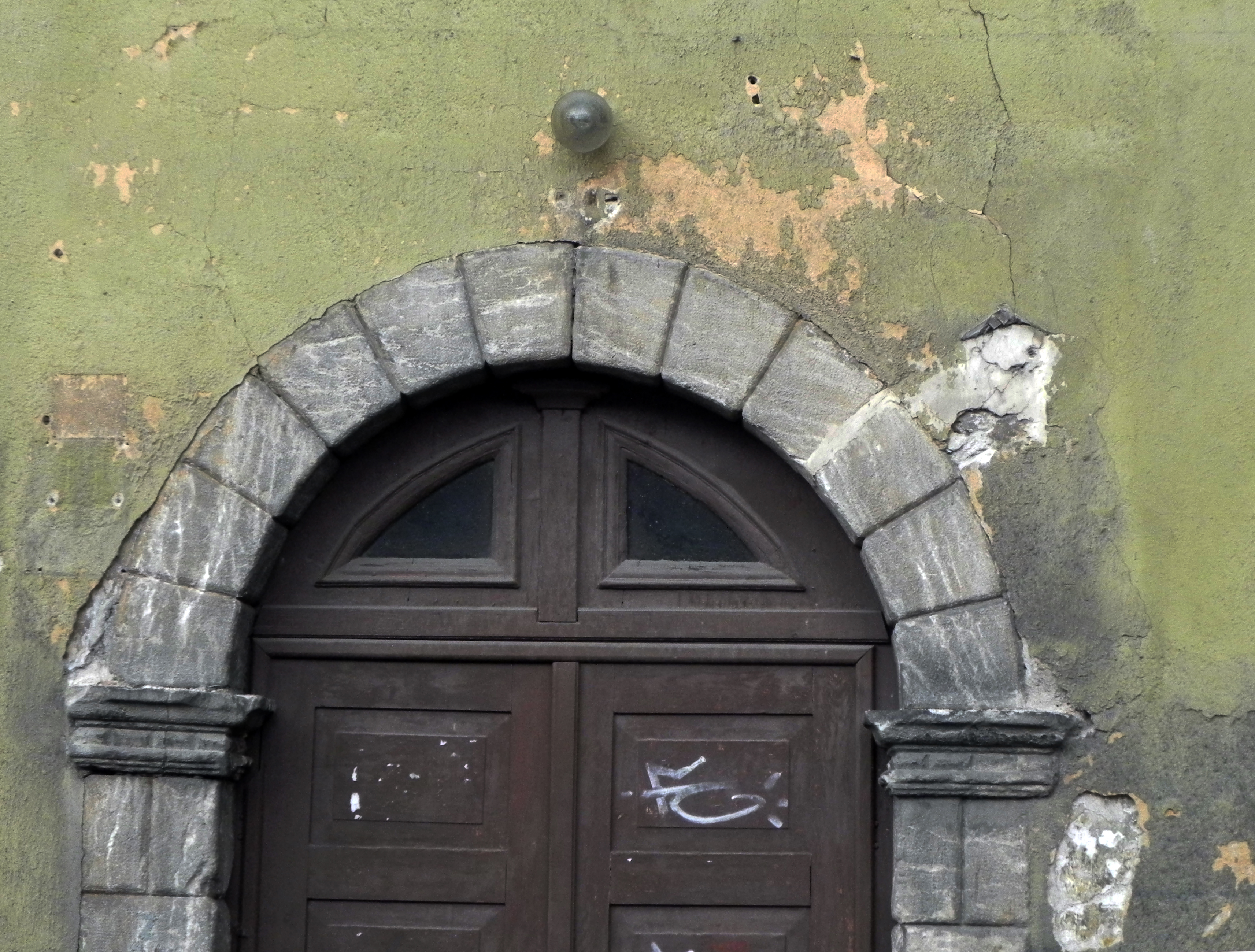
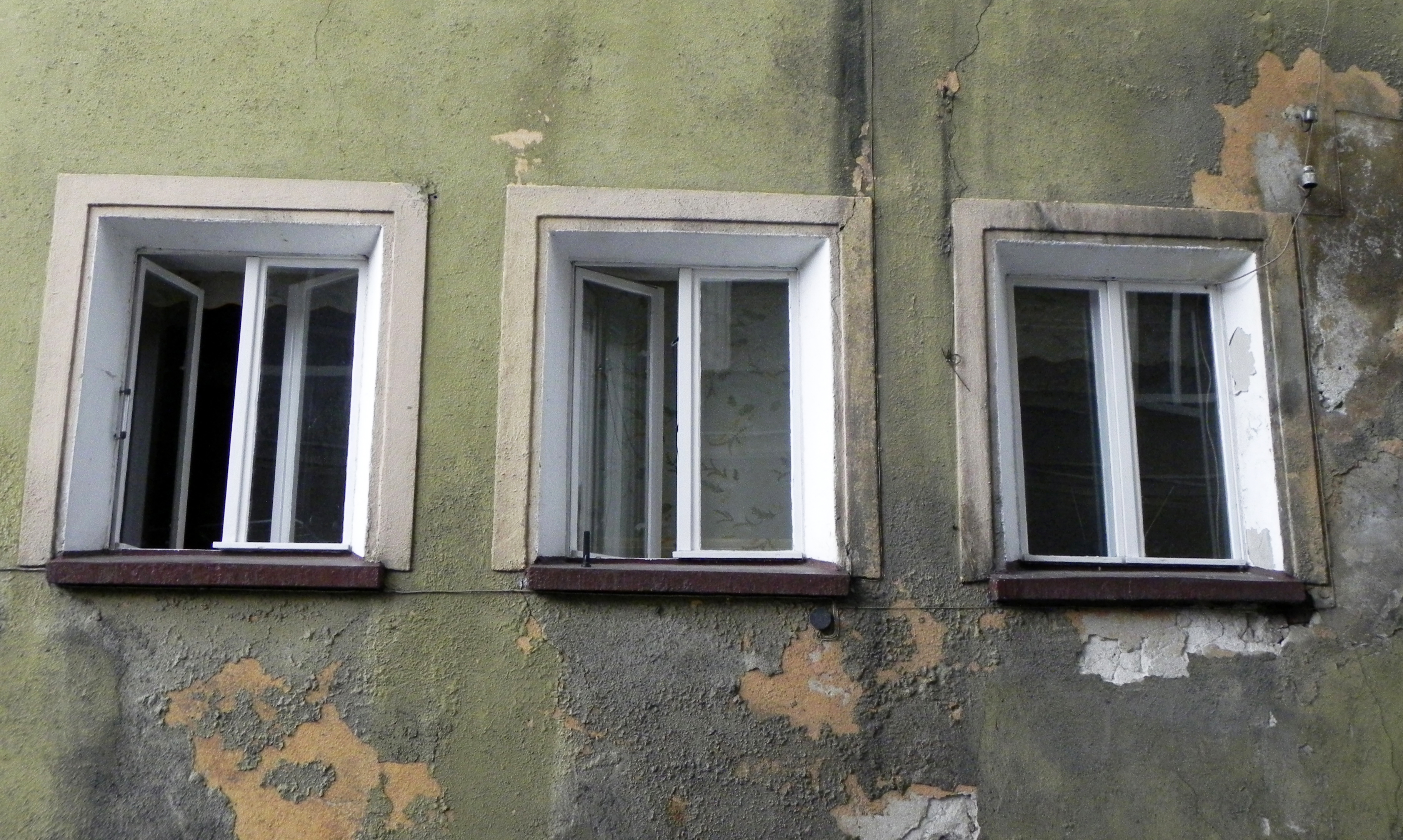
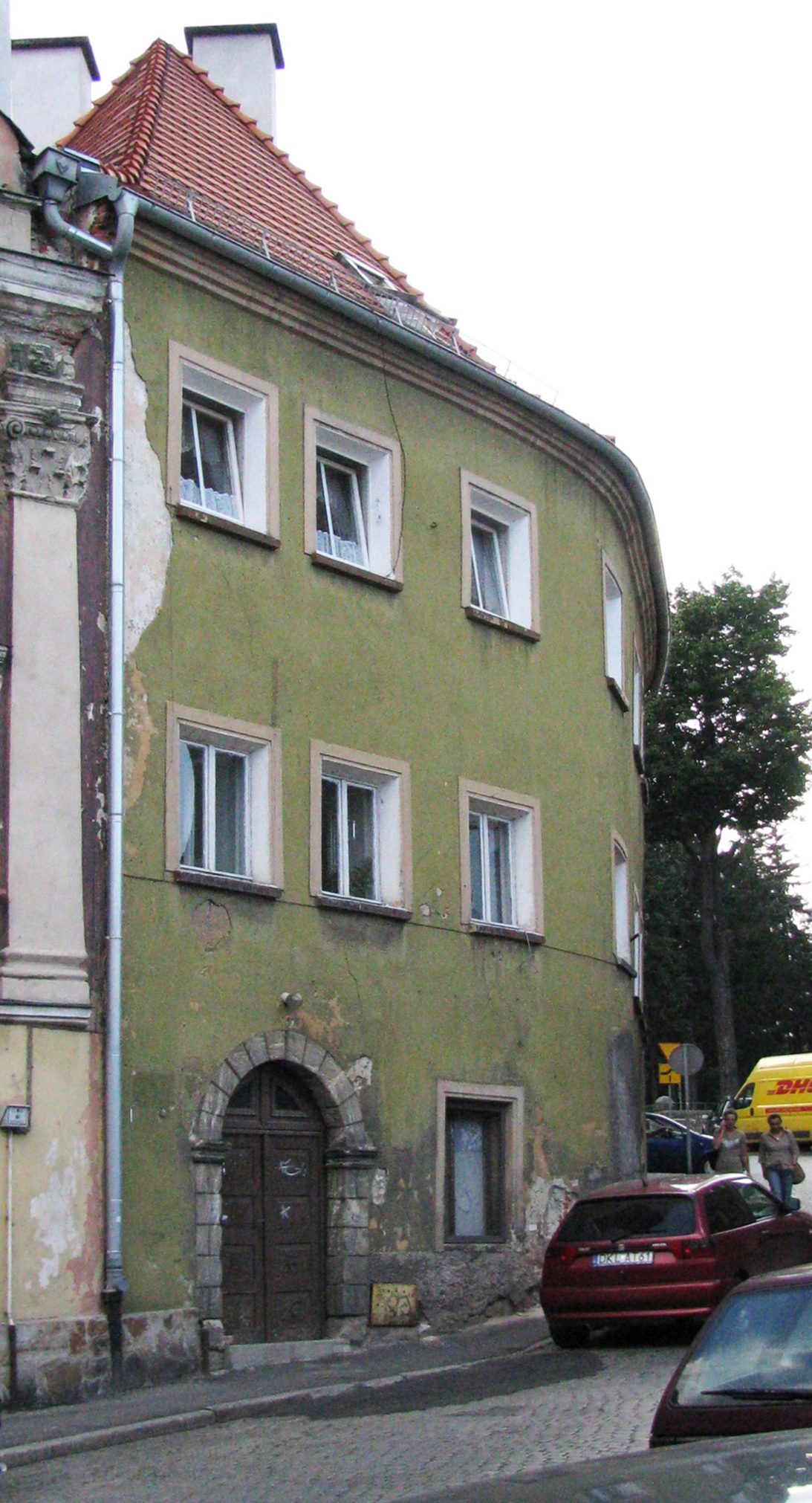